# Isokon Building
Isokon Building är ett tidigt, experimentellt, modernistiskt bostadshus i Hampstead, London ritat av arkitekterna Wells Coates och Jack Pritchard 1934. Betonghuset med sina 32 lägenheter bär likheter med ett kollektivhus; lägenheterna var utrustade med mycket små kök och det fanns i stället ett stort gemensamt kök för matlagning som stod i förbindelse med lägenheterna genom en mathiss.
Bland hyresgästerna de första årtiondena fanns Walter Gropius, Marcel Breuer, Agatha Christie (1940–1946) och László Moholy-Nagy. Christie jämförde byggnadens arkitektur med en atlantångare för den klara och strikta designen. Huset är idag kulturminnesmärkt.